# USNS Observation Island (T-AGM-23)
La USNS Observation Island (T-AGM-23), ex-MA-28, ex-YAG-57, ex-E-AG-154, ex-Empire State Mariner, è la storica unità della United States Navy che nel 1969 lanciò il primo missile balistico Poseidon, il primo di questo tipo ad essere lanciato da una nave in navigazione, conseguendo il riconoscimento Meritorious Unit Commendation, conferito alla nave e all'equipaggio. La nave è al 2012 una delle due Missile Range Instrumentation Ships (navi con strumentazione per la misura della portata dei missili) impiegata dal Military Sealift Command. Uno dei radar che trasporta è il AN/SPQ-11 Cobra Judy Passive Electronically Scanned Array.
L'unità opera tipicamente nell'Oceano Pacifico, facilmente riconoscibile essendo verniciata totalmente di bianco, apparati elettronici inclusi. Un piccolo ponte da volo è a poppa, ma senza hangar.
Tra i sistemi elettronici di bordo, il più notevole è il radar SPG-11 "Cobra Judy", costituito da una antenna piana a dipoli in fase (Phased Array), capace di seguire a lungo raggio bersagli multipli ad altissime velocità, come per l'appunto le testate multiple dei missili in fase di rientro nell'atmosfera. La struttura entro cui è sistemato il radar ha forma tronco-piramidale e pesa in tutto oltre 250 tonnellate. La dotazione di sistemi elettronici di comunicazione comprende un paio di grandi antenne satellitari per la comunicazione in tempo reale dei dati ottenuti, sistemate sul grande blocco di sovrastrutture a centro nave, davanti al fumaiolo.